# 亚历山大·马约罗夫
亚历山大·米哈伊洛维奇·马约罗夫（俄语：Александр Михайлович Майоров，1920年9月13日—2008年1月14日），苏联军事领导人。1977年晋升大将。

## 生平
1920年生于萨拉托夫省波库尔列伊。1940年9月参加苏联红军。1941年12月毕业于兹拉托乌斯特军事工程学校，在伏尔加河沿岸军区军校担任工兵训练连副连长。从1943年1月开始，在近卫骑兵第8师编成内，相继在沃罗涅日、西部、乌克兰第1和乌克兰第2方面军作战，参加了解放波兰、匈牙利、奥地利和捷克斯洛伐克的战役战斗。
第二次世界大战结束时任营长。1951年毕业于伏龙芝军事学院，在军区司令部工作。1954年后，历任步兵团团长、机械化步兵团团长。1957年任摩托化步兵师师长。1960年1月至1961年7月，任坦克第32师师长。1963年毕业于总参军事学院，任伏尔加沿岸军区第一副参谋长。1966年7月，任喀尔巴阡军区第38集团军司令。1968年夏出兵捷克斯洛伐克，参加多瑙河行动，镇压布拉格之春。同年10月任苏军中央集群首任司令。
1972年7月，任波罗的海沿岸军区司令。1977年晋升大将。1980年7月，任蘇聯陸軍第一副总司令。1980年7月至1981年11月，兼任苏联驻阿富汗民主共和国武装力量总军事顾问，参加苏联－阿富汗战争。1987年2月转入苏联国防部总监察组，1992年6月退役。晚年居住在莫斯科，撰写有《入侵：捷克斯洛伐克，1968年》《阿富汗战争真相》等多部回忆录。
马约罗夫是苏联共产党中央委员会候补委员（1971年－1981年），第八至十一届苏联最高苏维埃代表（1970年－1989年）。
2008年1月14日（一说15日）逝世。葬于孔策沃公墓。

## 军衔
- 少将（1960年5月7日）
- 中将（1967年2月23日）
- 上将（1969年2月21日）
- 大将（1977年10月28日）[4]